# Elaeocarpus kambi
Elaeocarpus kambi là một loài thực vật có hoa trong họ Côm. Loài này được Gibbs mô tả khoa học đầu tiên năm 1909.